# Јакоповац
Јакоповац је насељено место у општини Зрински Тополовац, Република Хрватска.

## Историја
До нове територијалне организације у Хрватској место је припадало бившој великој општини Бјеловар.

## Становништво
Насеље је према попису становништва из 2011. године имало 138 становника.
| Националност       | 1991.        |
| Хрвати             | 187 (99,46%) |
| Срби               | 0            |
| Југословени        | 1 (0,53%)    |
| остали и непознато | 0            |
| Укупно             | 188          |